# Épisodes d'Au cœur du temps
Les épisodes d'Au cœur du temps, au nombre de 30 répartis en deux saisons, ont été diffusés entre septembre 1966 et avril 1967 sur la chaîne ABC.

## Distribution
Cinq acteurs apparaissent dans tous les épisodes de la série :
- James Darren (VF : Georges Poujouly) : Dr Tony Newman
- Robert Colbert (VF : Gabriel Cattand) : Dr Doug Philips
- Lee Meriwether : Dr Ann MacGregor
- Whit Bissel : Général Heywood Kirk
- John Zaremba (VF : René Bériard) : Dr Raymond Swain

Les autres acteurs sont indiqués dans la section « invités » pour chaque épisode.

## Liste des épisodes

### Épisode 1:Rendez-vous avec hier
- États-Unis : 9 septembre 1966

- 1968, États-Unis. Le sénateur américain Leroy Clark (Gary Merrill) arrive en Arizona pour observer l'état d'avancement de Tic-Toc, un projet militaire ultrasecret de technologie de voyage dans le temps. Tic-Toc ayant déjà coûté 70 milliards de dollars[note 1] depuis une dizaine d'années sans montrer un seul résultat probant, son budget est menacé. Contre les ordres de sa hiérarchie militaire et pour prouver que la machine à voyager dans le temps - « le Tunnel du temps » alias le « chronogyre » - fonctionne, le Dr Anthony "Tony" Newman (James Darren), un des responsables du projet, actionne lui-même de nuit le dispositif et est expédié dans le temps.
- 1912, Océan Atlantique. Tony Newman arrive à bord du Titanic dans les heures précédant la collision avec un iceberg le 14 avril 1912. Il tente d'empêcher la catastrophe prévisible en parlant au capitaine, mais sans succès. Le capitaine, le prenant pour un simple passager clandestin, ordonne au service de sécurité de le confiner dans une cabine. Son collègue et ami le Dr Douglas "Doug" Phillips (Robert Colbert) le rejoint pour lui porter secours, muni d'un journal du lendemain annonçant l'accident ; il n'est pas écouté non plus. La collision fatale a lieu et l'évacuation du navire commence.
- En 1968, les autres responsables du chronogyre, le général Heywood Kirk (Whit Bissell), le Dr Raymond Swain (John Zaremba) et la Dr Ann MacGregor (Lee Meriwether) interviennent afin de les sauver de la noyade en générant un transfert dans le temps. Le sénateur Clark promet qu'aucune décision concernant le financement du chronogyre ne sera prise avant le retour définitif de Newman et Phillips dans le présent.

### Épisode 2:Le Chemin de la Lune
- États-Unis : 16 septembre 1966

- Wesley Lau : Sergent Jiggs
- James T. Callahan : Officier de la Navy
- Ben Cooper : Nazarro
- Warren Stevens : Major : Harlow:
- Larry Ward : Colonel Kane
- Barry Kelley : Vice-amiral Killian
- Ross Elliott : Dr Brandon

- 1978, dans l'espace. Tony et Doug, les deux voyageurs temporels, se matérialisent dans une fusée et comprennent qu'ils ont voyagé dans ce qui correspond à leur futur. L'équipage les découvre rapidement en raison du surpoids occasionné, qui compromet d'ailleurs la première mission habitée en direction de Mars. Comme la radio a été sabotée et que les communications ne sont plus possibles avec la Terre, Tony et Doug sont considérés comme des espions. L'équipage décide d'aller se poser sur la Lune pour chercher du carburant supplémentaire.
- 1968 : Au siège du projet Tic-Toc, le général Kirk et son équipe reçoivent la visite de militaires, dont un des membres, Beard (James T. Callahan), est étonné de se voir sur l'écran de contrôle du chronogyre, à savoir dans la fusée dix ans plus tard.
- Les événements s'enchaînent tant en 1978 sur la lune qu'en 1968 au centre Tic-Toc en Arizona. Il s'avère finalement que Beard est, à ces deux époques, un espion et un saboteur. En 1968, il échappe aux soupçons en tuant son complice, Brandon, et en faisant croire qu'il n'y avait qu'un seul saboteur. En 1978, à l'occasion d'une lutte l'opposant à un autre astronaute, il est tué ; la fusée spatiale quitte la Lune sans Tony et Doug, abandonnés au sol. Ils sont heureusement transférés par le chronogyre et se matérialisent dans une mine…

### Épisode 3:La Fin du monde
- États-Unis : 23 septembre 1966

- Wesley Lau : Sergent Jiggs
- Paul Fix : Henderson
- James Westerfield : Le shérif
- Gregory Morton : Professeur Ainsley
- Sam Groom : Jerry
- Paul Carr : Blaine

- 21 mai 1910 : les deux voyageurs temporels, Doug et Tony, se matérialisent dans une mine qui vient de connaître un éboulement, avec des dizaines de mineurs bloqués au fond. Tony et Doug essaient de trouver du monde pour leur porter secours mais la population est obnubilée par le passage dans le ciel de la comète de Halley, croyant la fin du monde très proche. Doug va convaincre le scientifique responsable de cette panique, le Dr Ainsley (Gregory Morton), qu'il a oublié une variable dans ses calculs et que la comète ne représente aucun danger.
- 1968 : les forces exercées par la comète à travers le temps menacent le chronogyre, mais le risque est finalement écarté.
- 1910 : la foule n'est plus paniquée et est allée sauver les mineurs. Tony et Doug disparaissent dans le temps. Tony est d'abord envoyé dans le désert à proximité des installations du Tunnel mais en 1958, à une époque où personne ne le connaît encore, ni les services de sécurité dirigés par le sergent Jiggs, ni même par Doug. Depuis 1968, il est réexpédié dans le temps.

### Épisode 4:Pearl Harbor
- États-Unis : 30 septembre 1966

- Linden Chiles : Commandant Tony Newman Sr.
- Susan Flannery : Louise Neal
- Sam Groom : Jerry
- Lew Gallo : Lieutenant. Charlie Anderson
- Robert Riordan : Amiral Brandt
- Sheldon Collins : Tony Newman enfant
- Caroline Kido : Yuko

### Épisode 5:La Dernière Patrouille
- États-Unis : 7 octobre 1966

- Carroll O'Connor : Colonel Southall (1815) et Général Phillip Southall, son descendant en 1968
- David Watson : Lieutenant Rynerson
- Michael Pate : Capitaine Hotchkiss
- John Napier : Capitaine Jenkins

- 6 janvier 1815, États-Unis : les voyageurs temporels arrivent en Louisiane dans le camp britannique, la veille de la bataille finale de la Guerre anglo-américaine de 1812, et sont immédiatement arrêtés en tant qu'espions des États-Unis. Le colonel Southall (Carroll O'Connor), à la tête d'une cour martiale, les condamne à être fusillés.
- 1968 : le général britannique Southall (Carroll O'Connor), lointain descendant du colonel Southall et spécialiste de ce conflit, vient aider l'équipe du chronogyre afin de sortir Tony et Doug de ce pétrin. Il propose d'être expédié en 1812 pour leur venir en aide.
- 1815 : les scientifiques ayant accepté, il rencontre son ancêtre, comprend un ordre (qui semblait absurde) et meurt sur le champ de bataille. Après quelques péripéties qui amènent le colonel Southall à se tromper stratégiquement et à attaquer le flanc des troupes américaines le plus puissant, les Britanniques se font décimer et Tony et Doug sont heureusement expédiés dans le temps.

### Épisode 6:Le Volcan tragique
- États-Unis : 14 octobre 1966

- Wesley Lau : Sergent Jiggs
- Torin Thatcher : Le docteur Holland
- Ellen Burstyn : Eve Holland
- Élisabeth Ferrier : Assistante du docteur Holland
- Victor Lundin : Karnosu
- Sam Groom : Jerry
- George Matsui : Un indigène

- 27 août 1883, Indonésie : Tony et Doug, les voyageurs temporels, se trouvent sur l'île du volcan Krakatoa, quelques heures avant son explosion, une des plus importantes de l'histoire récente. Ils sont mêlés à un sacrifice rituel d'un groupe d'autochtones qui croit ainsi calmer la montagne rugissante et sont sauvés par un savant, le Dr Holland (Torin Thatcher), et sa fille Eve (Ellen Burstyn, créditée au générique sous le nom Ellen McRae), également scientifique. Ils tentent ensuite de persuader les Holland, qui étudient le Krakatoa, de quitter l'île au plus vite mais ils ne sont pas crus.
- 1968 : Afin de sauver Tony et Doug de l'éruption, l'équipe du chronogyre essaie de les transférer mais réussit seulement à ramener Tony à l'époque présente. Celui-ci arrive dans un monde figé par une « éclipse de temps » entre deux millisecondes où personne ne va pouvoir le voir ; il s'empare d'un document sur l'éruption, laisse un mot à l'intention de ses collègues scientifiques et repart dans le passé rejoindre Doug.
- 1883 : Grâce aux informations ramenées par Tony, les deux aventuriers du temps arrivent à persuader les Holland de quitter l'île sur une embarcation. Tony et Doug ne restent pas longtemps seuls sur l'île car ils sont transférés dans le temps.

### Épisode 7:La Revanche des Dieux
- États-Unis : 21 octobre 1966

- Wesley Lau : Sergent Jiggs
- John Doucette : Ulysse
- Dee Hartford : Hélène
- Paul Carr : Pâris
- Joseph Ruskin : Sardis
- Abraham Sofaer : Epeios

- Environ 1000 ans av. J.-C., Asie Mineure : Tony et Doug réapparaissent lors la Guerre de Troie, dans ce qu'ils croyaient être la légende écrite par Homère. Dans ce monde en fait bien réel, ils sont pris pour des Dieux de l'Olympe et amenés devant Ulysse (John Doucette), le roi d'Ithaque qui assiège depuis dix ans Troie pour délivrer Hélène (Dee Hartford), qui a succombé aux charmes du prince troyen Pâris (Paul Carr). Un des commandants d'Ulysse, Sardis (Joseph Ruskin), trahit Ulysse et passe du côté de Pâris. Doug est enlevé par les Troyens et torturé.
- 1968 : Pour aider Tony qui est engagé dans un combat au glaive, l'équipe du chronogyre envoie leur chef de la sécurité, Jiggs, avec des armes du XXe siècle (grenades de combat) pour lui porter secours. Cela ne fonctionne pas comme prévu ni pour Jiggs ni pour un soldat troyen qui est ramené en 1968 par mégarde ! Il est rapidement réexpédié vers son époque d'origine.
- Tony fait partie de l'équipée du cheval de Troie et en profite pour libérer Doug des Troyens. Les Grecs envahissent la ville, Ulysse libère Hélène et tue Pâris. Tony et Doug confirment leur statut de « dieux » en disparaissant aussitôt.

- Les plans de batailles et combats sont tirés du film La Bataille des Thermopyles : Spartiates contre Perses.
- Comme dans d'autres épisodes de la série où la différence de langues n'est jamais évoquée, on peut s'étonner que les deux voyageurs temporels puissent comprendre le Grec ancien d'il y a 3 000 ans et discuter sans aucune difficulté avec les personnages grecs et les principaux protagonistes de la Guerre de Troie de l'épisode.

### Épisode 8:Massacre
- États-Unis : 28 octobre 1966

- Wesley Lau : Sergent Jiggs
- Joe Maross :  Custer
- George Mitchell : Sitting Bull
- Christopher Dark : Crazy Horse
- Paul Comi : Capitaine Benteen
- John Pickard : Major Reno
- Lawrence Montaigne : Jeune Élan (Yellow Elk)
- Jim Halferty : Tim
- Perry Lopez : Docteur Withebird

### Épisode 9:L'Île du Diable
- États-Unis : 11 novembre 1966

- Marcel Hillaire : Boudaire
- Oscar Beregi Jr. : le commandant
- Theodore Marcuse : Lescaux
- Ted Roter : capitaine Alfred Dreyfus
- Steven Geray : Perrault
- Alain Patrice : Claude

### Épisode 10:Le Règne de la Terreur
- États-Unis : 18 novembre 1966

- David Opatoshu : le commerçant
- Monique Lemaire : Marie Antoinette
- Pat Michenaud : Dauphin Louis XVII
- Joe E. Tata : Napoléon Bonaparte
- Louis Mercier : Antoine Simon

- Comme dans d'autres épisodes de la série où la différence de langues n'est jamais évoquée, on peut s'étonner que les deux voyageurs temporels puissent comprendre la langue française et discuter sans aucune difficulté avec les personnages français de l'épisode.
- L'une des 2 apparitions de Monique Lemaire, mannequin française.
- À noter la présence d'un autre français : Louis Mercier.
- À noter également que Whit Bissell (l'interprète du général Kirk en 1968) a un autre rôle dans cet épisode : celui d'un commandant de la milice parisienne qui s'avère être son ancêtre.

### Épisode 11:L'Arme secrète
Pour les articles homonymes, voir Arme secrète.
- États-Unis : 25 novembre 1966

- Nehemiah Persoff : le professeur soviétique  Anton Biraki
- Michael Ansara : Hruda
- Sam Groom : Jerry
- Russell Conway : Général Parker
- Kevin Hagen : McDonnell
- Gregory Gay : Alexis

- 16 juin 1956, Moscou, U.R.S.S. : les deux voyageurs temporels se matérialisent dans une rue de Moscou la nuit et y trouvent d'étranges objets - anachroniques - sur le sol, qui les invitent à prendre contact avec un espion américain.
- 1968 : un général du Pentagone a en effet profité de cette occasion pour les lancer dans une opération d'espionnage concernant le projet soviétique top secret « A-13 ».
- 1956 : Tony et Doug sont introduits dans le complexe A-13, semblable à Tic-Toc mais avec une dizaine d'années d'avance sur les américains. Ils sont amenés à travailler avec le savant responsable de cette invention, le professeur Anton Biraki (Nehemiah Persoff). La machine est testée avec plus ou moins de succès, notamment avec l'utilisation d'une cabine temporelle, mais elle n'est pas viable et s'avère dangereuse. Tony et Doug sont réexpédiés dans le temps par l'équipe du chronogyre.
- 1968 : Anton Biraki vient de demander l'asile politique aux États-Unis mais le Pentagone le soupçonne de venir en fait espionner l'avance du projet Tic-Toc. Biraki est démasqué.

### Épisode 12:Un piège mortel
- États-Unis : 2 décembre 1966

- Scott Marlowe : Jeremiah
- Ford Rainey : Président Abraham Lincoln
- Tom Skerritt : Matthew
- R. G. Armstrong : Pinkerton
- Christopher Harris : David

### Épisode 13:Alamo
Pour les articles homonymes, voir Alamo.
- États-Unis : 9 décembre 1966

- Rhodes Reason : Colonel William B. Travis
- Jim Davis : Colonel James "Jim" Bowie
- John Lupton : Capitaine Reynerson
- Edward Colmans : Docteur Armandez
- Alberto Monte : Sergent Garcia
- Rodolfo Hoyos Jr. : Capitaine Rodriguez
- Elizabeth Rogers : Mme Reynerson

### Épisode 14:La Nuit des longs couteaux
- États-Unis : 16 décembre 1966

- Dayton Lummis : Gladstone
- David Watson : Rudyard Kipling
- Malachi Throne : Hara Singh, chef local rebelle
- Perry Lopez : Major Kabir
- Sam Groom : Jerry
- George Keymas : Ali
- Brendan Dillon : Colonel Fettretch
- Peter Brocco : Kashi

### Épisode 15:À la veille du 6 juin
- États-Unis : 23 décembre 1966

- Lyle Bettger : Major Hoffman
- Robert Carricart : Mirabeau
- John Wengraf : Docteur Kleinemann
- Michael St. Clair : Duschamps
- Joey E. Tata : Verlaine
- Francis De Sales : Docteur Shumate

### Épisode 16:La Revanche de Robin des Bois
- États-Unis : 30 décembre 1966

- Donald Harron : le comte de Huntington
- Ronald Long : Frère Tuck
- John Alderson : Petit Jean
- John Crawford : Le roi Jean
- Erin O'Brien-Moore : La baronne
- James Lanphier : Dubois
- John Orchard : Engelard

- 14 juin 1215, Londres, Angleterre : les deux voyageurs temporels se retrouvent dans un château moyenâgeux, Tony dans un cachot et Doug en train d'assister à la première tentative par le comte de Huntington (Donald Harron), anciennement Robin des Bois, de faire signer au Roi Jean (John Crawford) la célèbre Magna Carta, une charte révolutionnaire qui doit réglementer les droits et obligations du roi et de ses sujets, sous menace de faire intervenir ses alliés.
- 1968 : l'équipe du chronogyre envoie un radio-phare au Moyen Âge, objet mystérieux que Tony et Doug vont découvrir, ne pas utiliser et finalement abandonner dans le cachot...
- 1215 : le comte de Huntington et Doug sont arrêtés et emprisonnés dans le cachot où se cache Tony. Tony et Doug arrivent à s'échapper du château et vont avertir les alliés du comte. Malgré la traîtrise de la baronesse Elmont (Erin O'Brien-Moore) mais avec l'aide de frère Tuck (Ronald Long) et de Petit Jean (John Alderson) ainsi que de leurs connaissances en chimie pour fabriquer des fumées soporifiques, Tony et Doug arrivent à délivrer le comte de Huntington. Finalement, les barons du royaume, après avoir pris d'assaut le château royal, font signer au roi Jean la Magna Carta.

### Épisode 17:Le Duel
- États-Unis : 6 janvier 1967

- Makoto Iwamatsu : Lieutenant Nakamura
- Kam Tong : Istugi
- Philip Ahn : Docteur Nakamura

- 17 février 1945, sur une île en plein océan Pacifique : Tony et Doug se matérialisent sur Iwo Minami, une île du Pacifique pendant la Seconde Guerre mondiale, deux jours avant la bataille d'Iwo Jima. Ils maîtrisent un soldat japonais, le sergent Itsugi (Kam Tong), dont la fonction est de surveiller l'arrivée prochaine de la Marine américaine. Ils sont à leur tour fait prisonniers par un officier japonais au comportement suicidaire, le lieutenant Nakamura (Mako). Celui-ci les relâche pour jouer avec eux au « jeu du chat et de la souris » sur l'île en leur accordant une longueur d'avance mais pas d'armes.
- 1968 : au siège du projet Tic-Toc, l'équipe du chronogyre, pour identifier l'île sur laquelle se trouvent Tony et Doug, se fait aider d'un scientifique, le propre père du lieutenant Nakamura, le vieux Dr Nakamura (Philip Ahn). Cela ne va pas se passer comme prévu puisque le Dr Nakamura va tenter de sauver son fils de la mort.
- 1945 : après quelques péripéties et quelques explosions, Tony et Doug arrivent à s'en sortir et sont téléportés dans le temps et l'espace puisqu'ils se matérialisent dans un étrange vaisseau spatial…

### Épisode 18:Ceux qui viennent des étoiles
- États-Unis : 13 janvier 1967

- Jan Merlin : Centauri
- Fred Beir : Taureg
- Gary Haynes : Le député
- Ross Elliott : Le shérif
- Tris Coffin : Crawford
- Byron Foulger : Williams
- John Hoyt : Le chef extraterrestre

- 1885 : les deux voyageurs temporels se trouvent dans un vaisseau spatial extraterrestre stationné au-dessus des États-Unis. Deux extraterrestres les menacent avec une sorte de pistolet. Un système leur permet de communiquer en anglais : les extraterrestres leur annoncent qu'ils vont s'emparer de toutes les protéines disponibles sur la Terre et que la vie va disparaître ensuite de sa surface. « Toute résistance est impossible » précisent-ils. Grâce à leur technologie, les extraterrestres ont soumis Doug à leur volonté. Tony tente d'avertir le shérif de la ville Ross Elliott pour contrer les envahisseurs.
- 1968 : deux extraterrestres apparaissent dans le chronogyre et promettent de ne plus menacer la Terre si leur vaisseau peut s'en aller sain et sauf.
- 1885. Tout se règle rapidement : les extraterrestres s'en vont et Tony et Doug sont transférés dans le temps.

### Épisode 19:Le Fantôme de Néron
- États-Unis : 20 janvier 1967

- Eduardo Ciannelli : Le comte Galba
- Gunnar Hellstrom : Major Neistadt
- Richard Jaeckel : Sergent Mueller
- John Hoyt : Docteur Steinholtz
- Nino Candido : Benito Mussolini

- 23 octobre 1915, dans les Alpes en Italie : Tony et Doug se matérialisent à proximité de la Villa Galba pendant la Première Guerre mondiale et se réfugient dans sa cave pour éviter des bombardements. Ils sont témoins d'un événement étrange : un officier d'un détachement allemand se fait poignarder sous leurs yeux par une force invisible après qu'une tombe marquée Néron a été mise à jour. Tony et Doug, pour ne pas être accusés de ce meurtre par les autres soldats allemands, quittent la cave et trouvent refuge dans la maison. Ils rencontrent le maître des lieux, le comte Galba (Eduardo Ciannelli), descendant de l'empereur romain Galba. Les Allemands envahissent la demeure et l'utilisent pour observer les mouvements des troupes italiennes dans la vallée. Un officier allemand est possédé par le fantôme de Néron dans le but de tuer le descendant de Galba, que Néron tient pour son assassin. Par la suite, le fantôme s'empare aussi de Tony pour arriver à ses fins vengeresses.
- 1968 : pour aider Tony, l'équipe du chronogyre se fait aider d'un spécialiste en paranormal qui suggère d'envoyer une puissante d'un million de volts dans le corps de Tony pour éloigner le fantôme. Cela a pour résultat de transférer le fantôme de Néron dans le tunnel temporel de 1968, ce qui le détraque légèrement, avant que le fantôme soit réexpédié en 1915.
- 1915 : l'armée italienne reprend possession de la villa et le fantôme de Néron s'empare alors définitivement, pour restaurer la gloire de César, de l'âme d'un jeune officier nommé Benito Mussolini.

### Épisode 20:Les Trompettes de Jéricho
- États-Unis : 27 janvier 1967

- Rhodes Reason : Josué
- Myrna Fahey : Rahab
- Michael Pate : Capitaine
- Lisa Gay : Ahza
- Arnold Moss : Malek
- Abraham Sofaer : Père de Rahab et Shala
- Cynthia Lane : Shala

- La diffusion de cet épisode a été interrompue par un bulletin d'actualités urgent concernant la mort des trois astronautes Virgil Grissom, Edward White et Roger Chaffee dans l'incendie du module Apollo 1.
- Comme dans d'autres épisodes de la série où la différence de langues n'est jamais évoquée, on peut s'étonner que les deux voyageurs temporels puissent comprendre la langue hébraïque d'il y a 3 000 ans et discuter sans aucune difficulté avec les personnages hébreux de l'épisode.

### Épisode 21:L'Idole de la mort(ouLe Masque d'or)
- États-Unis : 3 février 1967

- Anthony Caruso : Cortès
- Lawrence Montaigne : Alvarado
- Teno Pollick : Le jeune chef
- Peter Brocco : Retainer
- Abel Fernandez : Bowman
- Rodolfo Hoyos Jr. : Castillano

- 12 octobre 1519, près de Veracruz au Mexique : Hernán Cortés (Anthony Caruso), lors de la conquête de l'Empire aztèque par les Espagnols, veut obtenir de la famille royale Tlaxcalan qu'il a capturée un masque d'or, symbole de l'autorité. Tony et Doug essaient de l'empêcher mais sont eux-aussi capturés. Ayant révélé la cachette dans une grotte, le roi et la reine sont tués, puis Cortès s'en va, contemplant sa flotte qu'il a ordonné de faire brûler pour empêcher toute rébellion de la part de ses troupes. Le prince héritier ainsi que Tony et Doug peuvent s'échapper et tentent de retrouver le masque sacré avant l'Espagnol.
- 1968 : l'équipe du chronogyre se fait aider par un spécialiste de ces événements, Castillano. Celui-ci s'intéresse plus à récupérer le masque pour lui-même que de localiser précisément le lieu où se trouvent Tony et Doug. Le masque est téléporté au XXe siècle puis à nouveau au XVIe siècle.
- 1519 : Finalement le prince héritier s'empare du masque en toute confiance pour son avenir, tandis que Tony et Doug sont envoyés dans le temps.

### Épisode 22:Billy le kid
- États-Unis : 10 février 1967

- Robert Walker Jr. : Billy the Kid
- Allen Case : Pat Garrett
- John Crawford : John Poe
- Harry Lauter : Wilson
- Pitt Herbert : Tom McKinney
- Phil Chambers : Marshall

- 23 avril 1881, Nouveau-Mexique, États-Unis : les deux voyageurs dans le temps se retrouvent à Lincoln au Nouveau-Mexique et sont immédiatement les témoins du meurtre d'un assistant du shérif par le célèbre Billy the Kid (Robert Walker Jr.). Après que Doug eut tiré sur Billy the Kid, laissé pour mort, Tony et Doug parviennent à s'échapper.
- 1968 : au siège du projet Tic-Toc, l'équipe du chronogyre ne comprend pas la mort de Billy the Kid puisque celle-ci n'intervient historiquement que quelques semaines plus tard, le 14 juillet 1881.
- 1881 : on apprend que Billy the Kid a été sauvé par la boucle de son ceinturon. Le jeune homme part à la poursuite des deux aventuriers. Grâce à une intervention vocale de l'équipe du chronogyre, le meurtrier est alors fait prisonnier par Tony et Doug. Pendant que Tony va avertir le shérif Pat Garrett (Allen Case) de leur prise, Doug laisse, par mégarde, Billy s'échapper alors que son équipe de bandits arrivait à sa rescousse. En ville, Tony est pris pour Billy the Kid et emprisonné. Les villageois veulent pendre Tony alias Billy, mais Pat Garrett lui permet de s'échapper. Finalement, Billy the Kid est arrêté par Pat Garrett lors d'un duel avec Doug. Les voyageurs se dématérialisent.

### Épisode 23:L'Île de l'homme mort
- États-Unis : 17 février 1967

- Victor Jory : Capitaine Beal
- Regis Toomey : Dr Heckhart
- Pepito Galindo : Armando
- Alex Montoya : Capitaine espagnol
- Harry Lauter : Johnson
- James Anderson : M. Hampton

- 9 avril 1805, en Méditerranée au nord de l'Afrique : Tony et Doug se matérialisent sur un navire pirate pendant la Première guerre barbaresque. Capturés, ils sont amenés sur une île devant le capitaine Beal (Victor Jory), chef des pirates. Un autre otage, Armando (Pepito Galindo), neveu du roi d'Espagne, les sauve d'une exécution sommaire. Après plusieurs tentatives d'évasions sans succès, Tony, Doug et Armando sont encore sauvés d'une mort certaine par l'arrivée de la flotte américaine, placée sous les ordres du capitaine Stephen Decatur (Charles Bateman). Des batailles s'enchaînent, où Tony est blessé, où Tony nage ensuite jusqu'à un navire américain, où Doug et Armando sont emmenés s ur un navire pirate.
- L'équipe du chronogyre transfère par erreur le capitaine Beal dans les installations du Centre ; désorienté, l'homme réagit en prenant en otage la Dr Ann MacGregor. Elle le persuade de repartir dans son époque, où il se fait tuer dès son arrivée.
- Comme Doug et Armando ont été gravement blessés, un médecin de l'équipe du chronogyre, le Dr Benjamin Berkhart (Regis Toomey), demande à être transféré pour les soigner. Alors que celui-ci décide de rester à cette époque pour se rendre utile, les voyageurs du temps sont téléportés dans une autre époque.

### Épisode 24:Chasse à travers le temps
- États-Unis : 24 février 1967

- Robert Duvall
- Vitina Marcus
- Lew Gallo

- Le récit débute par l'action de Raul Niman (Robert Duvall), un saboteur-espion, qui place une bombe au siège du projet Tic-Toc ; découvert et poursuivi par les gardes de la sécurité, il ne peut s'échapper qu'en utilisant le chronogyre, qui l'expédie en 1547, à proximité du Grand Canyon. Or c'est justement à cette époque qu'ont été envoyés Doug et Tony, qui doivent obtenir de lui l'emplacement de la bombe.
- Les trois hommes sont soudainement transférés à une autre époque, très lointaine dans le futur. Tony et Doug se matérialisent en l'an 1 000 000, au sein d'une société étrange dirigée par une caste d'humains. À cette époque, la société est une structure répressive basée sur le modèle des insectes sociaux et les hommes vivent dans des sortes de ruches. Niman, pour sa part, a été téléporté neuf années avant l'année de Doug et Tony. Lorsque les deux aventuriers arrivent, cela fait donc neuf ans qu'il aide le chef de la société humaine à construire une machine à voyager dans le temps pour lui permettre de propager à travers le temps la structure de la société. Tony et Doug sont forcés à participer à ce projet.
- L'équipe du chronogyre arrive à déplacer à une autre époque Tony, Doug, Niman ainsi que deux personnes du futur : les cinq téléportés se retrouvent en l'an 1 000 000 avant notre ère, au milieu de sauriens qui les poursuivent dans des forêts tropicales. Après quelques péripéties qui amènent les cinq voyageurs dans l'alvéole géante d'une ruche préhistorique, Niman est forcé de révéler l'endroit exact où il a placé la bombe. L'équipe du chronogyre trouve donc la bombe et la désamorce. Doug, Tony et les deux êtres du futurs sont téléportés à une autre époque, tandis que Niman est abandonné seul, avec un sort peu enviable puisqu'il doit faire face à l'arrivée prochaine d'insectes géants.

### Épisode 25:Le Retour de Machiavel
- États-Unis : 3 mars 1967

- Malachi Throne
- John Crawford
- Kevin Hagen

### Épisode 26:L'Attaque des barbares
- États-Unis : 10 mars 1967

- Comme dans d'autres épisodes de la série où la différence de langues n'est jamais évoquée, on peut s'étonner que les deux voyageurs temporels puissent comprendre le langage de mongols du XIIIe siècle et discuter sans aucune difficulté avec les personnages mongols de l'épisode.
- Cet épisode comporte une incohérence temporelle : Batu est décédé vers 1255, or l'équipe du chronogyre précise l'année en 1287. De plus, Marco Polo étant né en 1254, ces 2 hommes n'ont donc jamais pu se croiser.

### Épisode 27:Merlin l'Enchanteur
- États-Unis : 17 mars 1967

- Christopher Cary : Merlin
- Wesley Lau : sergent Jiggs
- Lisa Jak : Guenièvre
- Vincent Beck : Wogan, chef Viking
- Jim McMullan : Arthur Pendragon

- Les personnes chargées des doublages des voix américaines changent à partir de cet épisode, et ce jusqu'à la fin de la série.
- Comme dans d'autres épisodes de la série où la différence de langues n'est jamais évoquée, on peut s'étonner que les deux voyageurs temporels puissent comprendre le langage de Saxons et de Vikings du VIe siècle et discuter sans aucune difficulté avec les personnages saxons et vikings de l'épisode.

### Épisode 28:Les Kidnappeurs
- États-Unis : 24 mars 1967

- Del Monroe : Ott
- Michael Ansara : « Le Curateur », chef des extraterrestres

### Épisode 29:Les Aventuriers de l'espace
- États-Unis : 31 mars 1967

### Épisode 30:La Cité de la terreur
- États-Unis : 7 avril 1967

- Mabel Albertson (gérante de l'hôtel)